# Jönköping Konsert & Kongress
Jönköping Konsert & Kongress, tidigare Jönköpings konserthus, är ett konserthus i Jönköping i  Sverige. Det invigdes i september 1990 och nylanserades med nyrenoverade lokaler och nytt varumärke och namn under 2023. 
De två salarna heter Hammarskjöldsalen och Rydbergssalen.

### Fotnoter
1. ↑  ”Årtal och händelser i Jönköping”. Jönköpings historia. Arkiverad från originalet den 14 augusti 2014. https://web.archive.org/web/20140814062255/http://maltell.se/historia/databas/search/kronologiviewmobil1950.php. Läst 11 mars 2012.